# Frederik Ferdinand Petersen

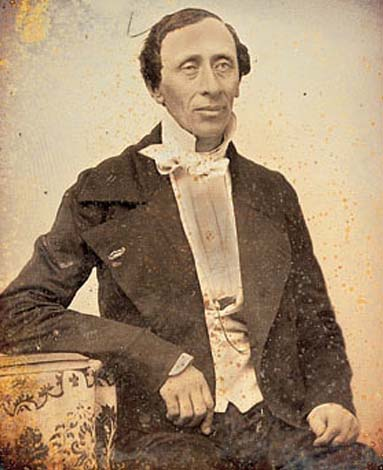
Frederik Ferdinand Petersen: daguerrotypie Hanse Christiana Andersena, 1847

Frederik Ferdinand Petersen, známý jako F. F. Petersen (9. ledna 1815 Kodaň – 18. prosince 1898 Frederiksberg) byl dánský fotograf. Byl jedním z průkopníků fotografie v Dánsku.

## Život a dílo
Naučil se umění daguerrotypie od německého daguerrotypisty Adolfa Schätziga, který pobýval toho času v Kodani. Již v létě 1845 působil Petersen jako fotograf v Královské zahradě za pavilonem Hercules. Ve stejné lokalitě měli sídlo také portrétisté Mads Alstrup a Georg Schou v letech 1842 a 1844.
V polovině 50. let přešel výhradně na mokrý kolódiový proces na skleněných deskách. Byl prvním prezidentem fotografické společnosti Den photographiske Forening, která byla založena 20. ledna 1863. V roce 1879 založil Dánskou fotografickou společnost.

## Galerie

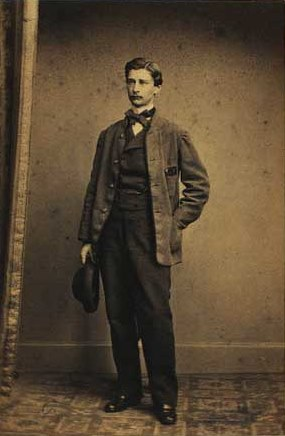
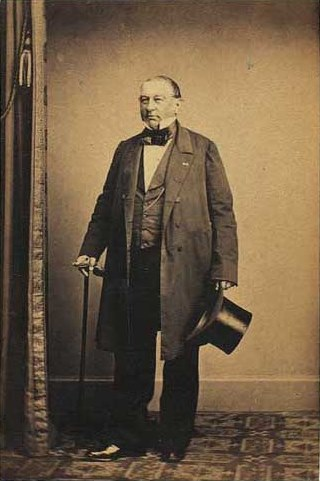
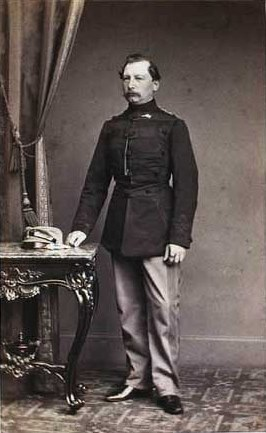
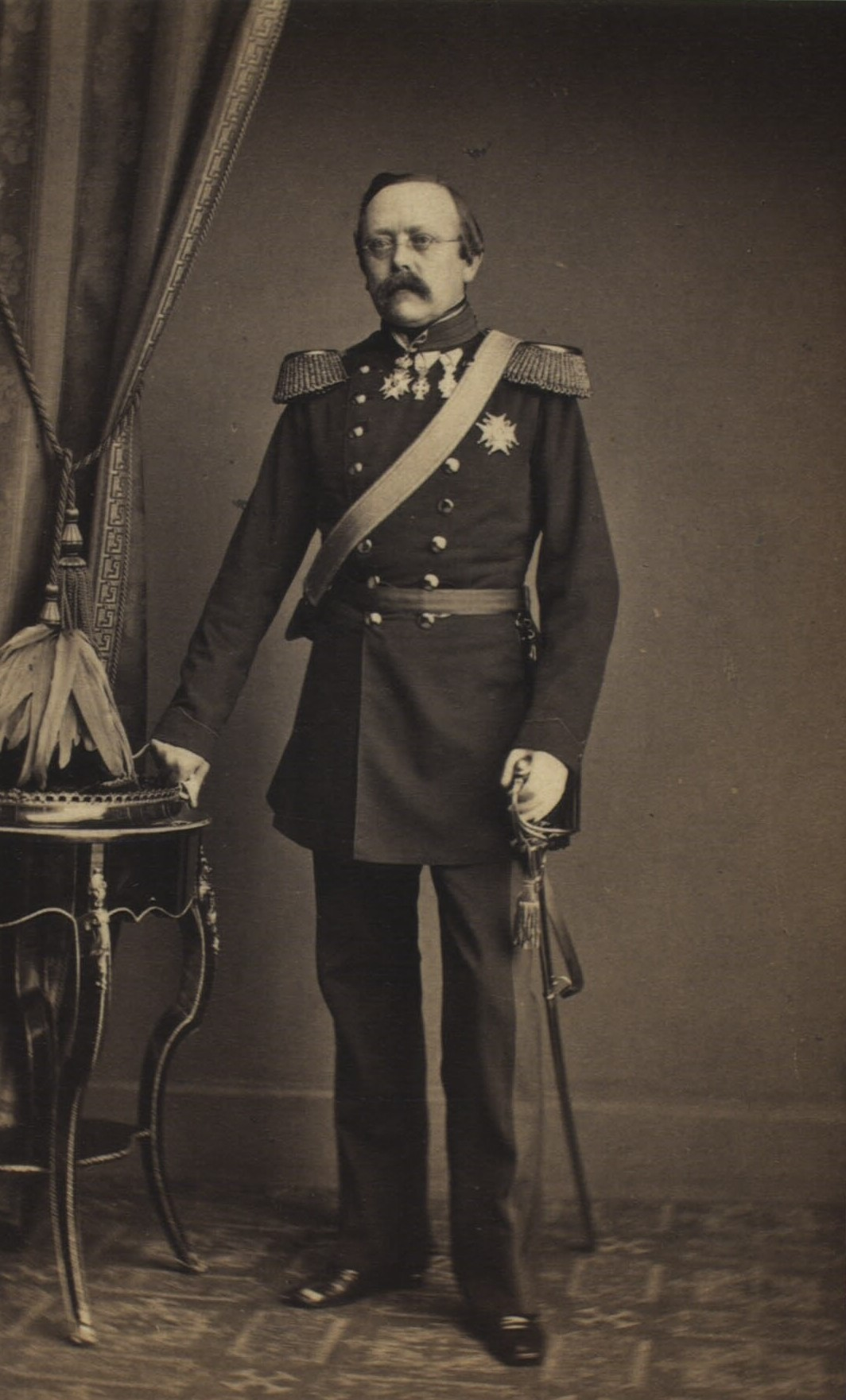
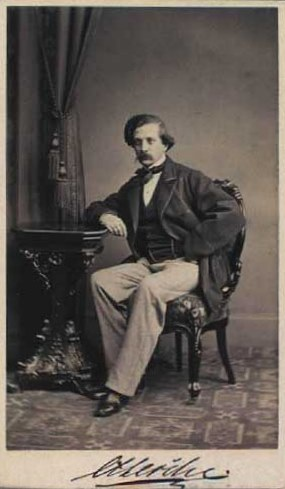
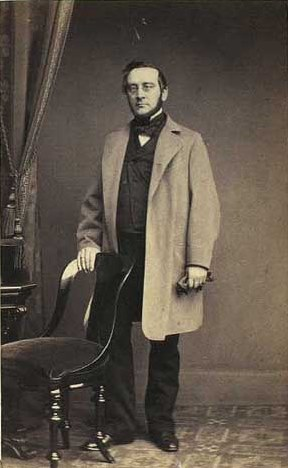